# Niederdorf (Morsbach)
Niederdorf ist ein Ortsteil von Morsbach im Oberbergischen Kreis im südlichen Nordrhein-Westfalen innerhalb des Regierungsbezirks Köln.

## Lage und Beschreibung
In ländlicher, waldreicher Umgebung liegt Niederdorf am südlichsten Zipfel des Oberbergischen Kreises. Die Städte Gummersbach (38 km), Siegen (35 km) sowie Köln (75 km) sind in wenigen Autominuten zu erreichen.
Benachbarte Ortsteile sind Morsbach im Nordosten, Alzen im Südosten, Siedenberg im Süden, und Flockenberg im Westen. 

## Geschichte

### Erstnennung
1466 wurde der Ort das erste Mal urkundlich erwähnt, und zwar „Peltz von Nyederndorff ist homburgischer Schöffe in einem Weistum über inkommende Leute.“ 
Die Schreibweise der Erstnennung war Nyederndorff.